# Iglesia de Lourdes (Viña del Mar)
La Iglesia de Lourdes es un templo católico chileno ubicado en la subida de Agua Santa, en la ciudad de Viña del Mar, Región de Valparaíso. Consiste de una iglesia, que pertenece a la Congregación de los Padres Pasionistas, y en su exterior una gruta dedicada a la Virgen de Lourdes.

## Historia
En el año 1886 Mercedes Toro de Rodríguez encargó a París una imagen de la Virgen de Lourdes como agradecimiento a Teodoro von Schroeders por sanar a su hija de una enfermedad. La imagen, que llegó a Valparaíso en 1887 y fue inaugurada ese mismo año por el arzobispo de Santiago Mariano Casanova, se ubicó en la quinta de la familia von Schroeders, en la ladera norte del cerro Castillo, frente a la desembocadura del estero Marga Marga.
Cuando los terrenos de la familia von Schroeders fueron vendidos, la imagen fue donada a la nueva iglesia de los Padres Pasionistas en Agua Santa, y fue colocada provisionalmente en el pórtico de la iglesia. Los Pasionistas llegaron a la ciudad de Viña del Mar en el año 1888, y en el año 1890 fundaron un convento en el sector de Agua Santa, que se mantuvo en pie hasta el terremoto de 1906. El 9 de febrero de 1913 se inauguró la gruta a un costado de la iglesia.
En el año 1963, gracias al impulso del sacerdote Modesto Seoane, se construyó una nueva iglesia y gruta, proyecto que estuvo a cargo del arquitecto Tomás Eastman.

## Galería

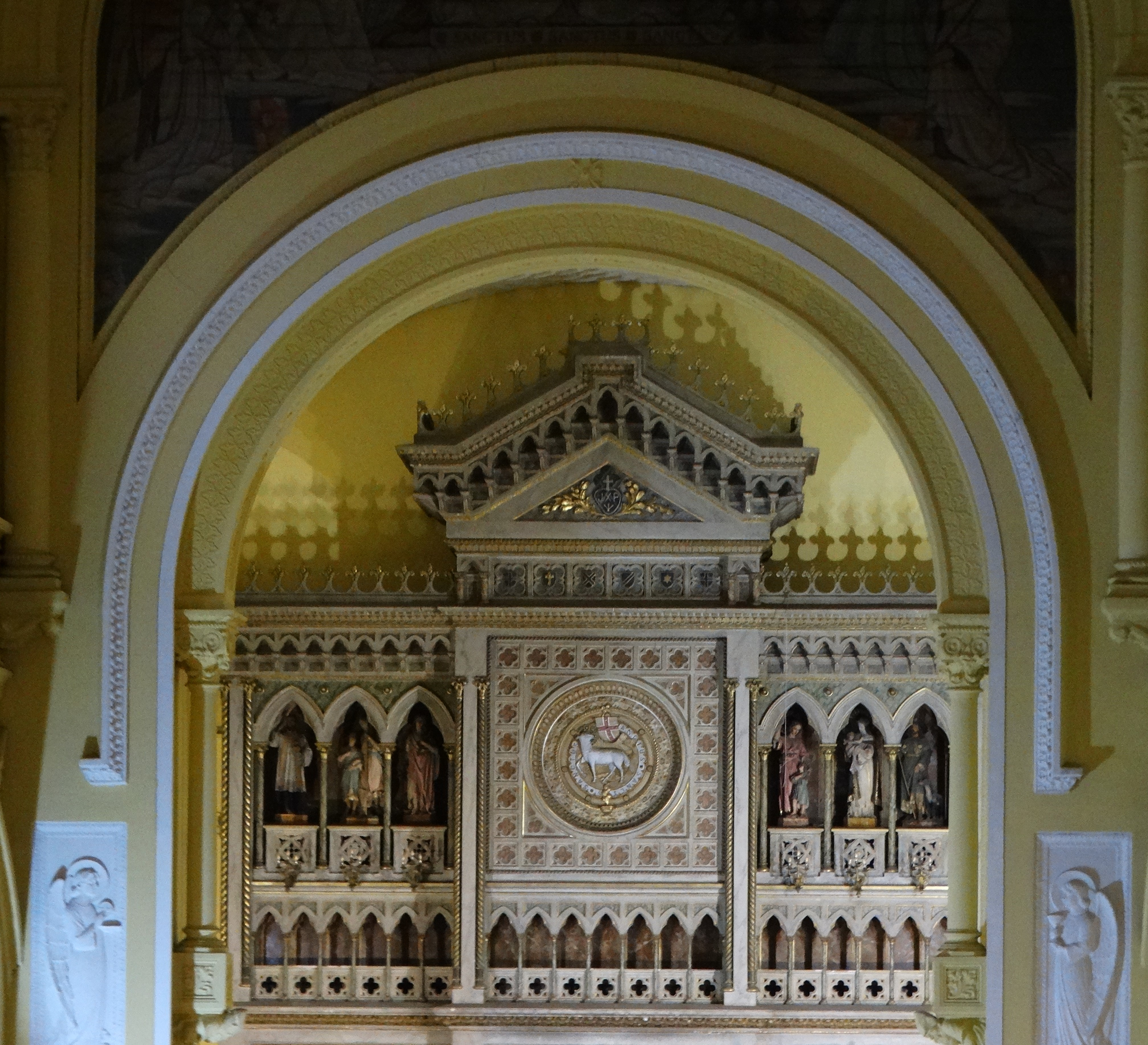
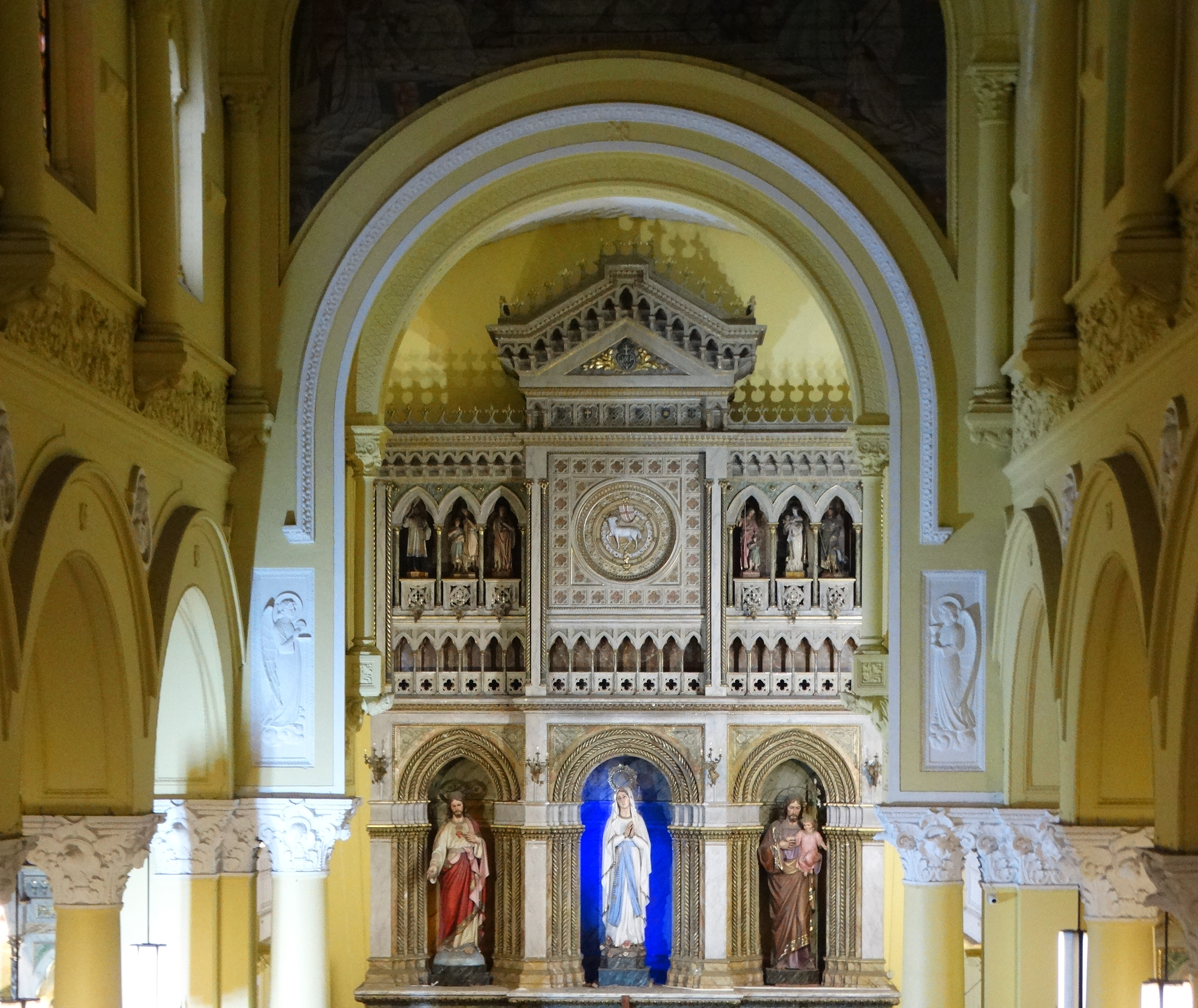
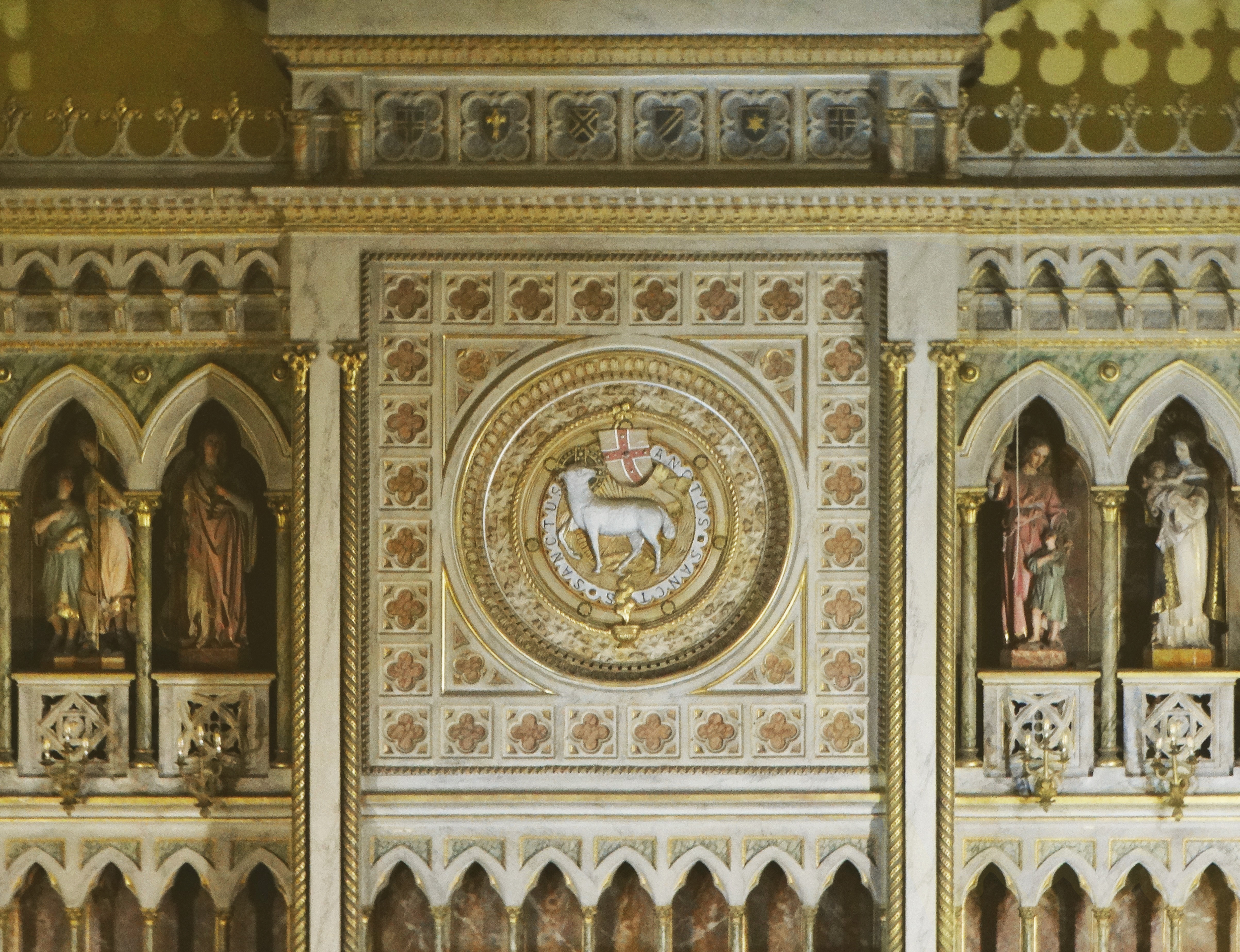
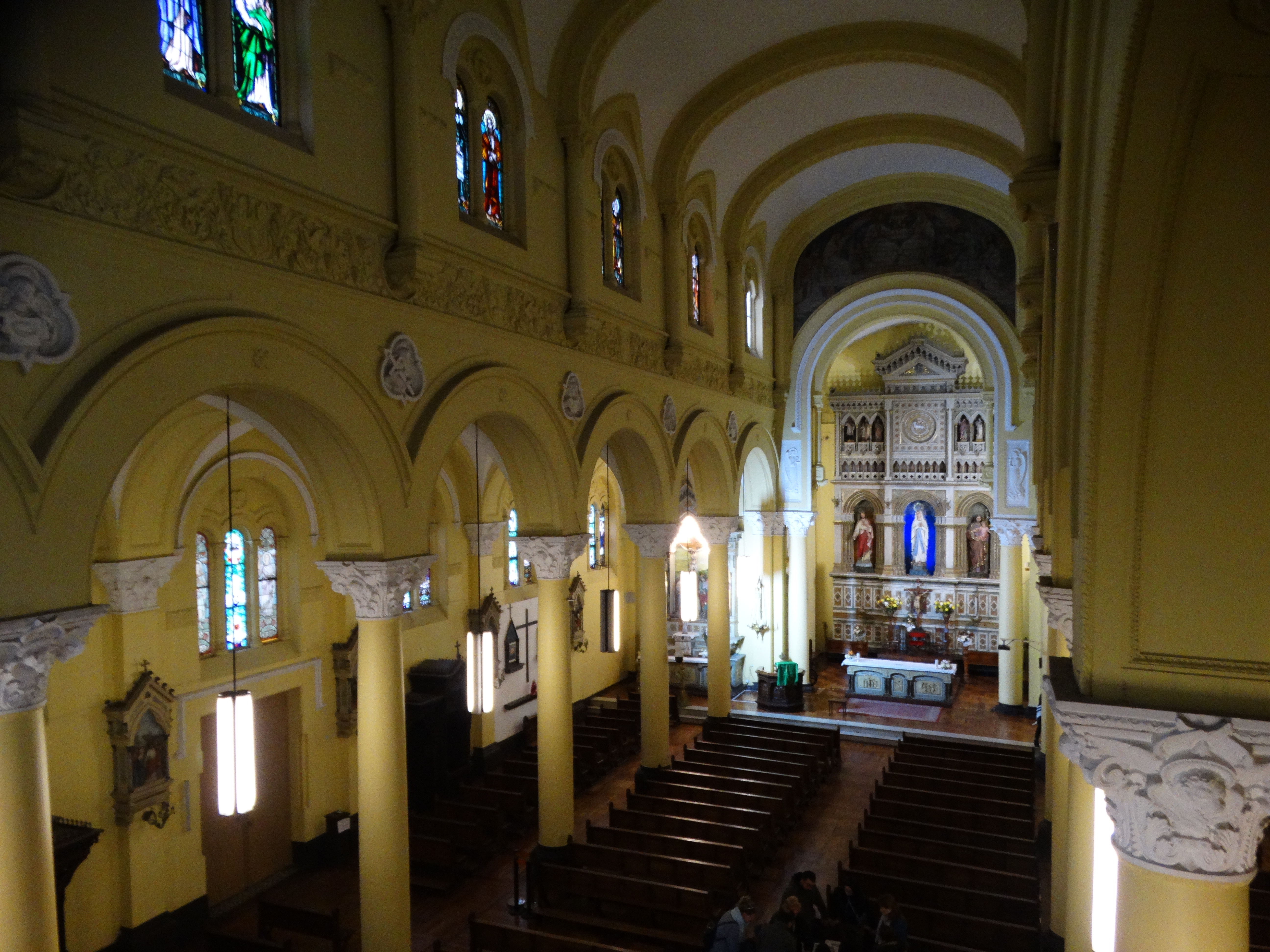
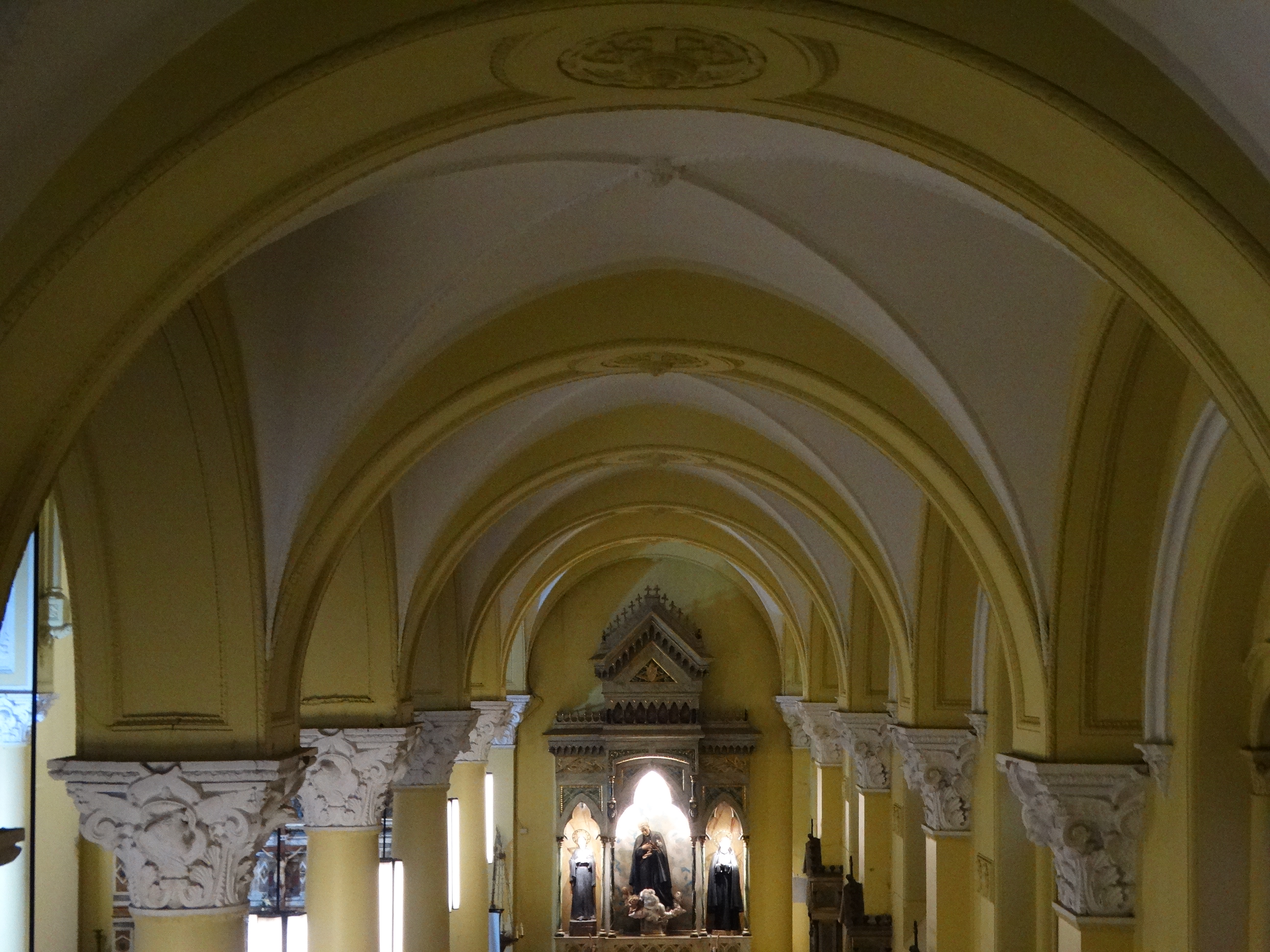